# Christer Johansson (konstnär)
Christer Johansson, född 1947 i Kalix, är  en svensk målare och tecknare.
Johansson studerade dekormålning vid Konstfackskolan i Stockholm 1970-1976. Hans konst består av målningar som visar starkt ångestladdade stämningar, men även ett slags bisarr, poetisk humor. Johansson är representerad i Norrbottens läns landsting och Kopparbergs läns landsting.